# Edwin Francis Carpenter
Edwin Francis Carpenter (* 1. November 1898 in Boston, Massachusetts; † 11. Februar 1963 in Tucson, Arizona) war ein US-amerikanischer Astronom.

## Leben
Edwin Francis Carpenter wurde am 1. November 1898 in Boston geboren. Am Harvard College machte er seinen Bachelor-Abschluss und 1922 seinen Master-Abschluss. Er blieb noch ein Jahr lang in Harvard, ging dann 1923 an das Lick-Observatorium und erhielt 1925 mit der Dissertation A photometric study of the flash spectrum einen Doktorgrad der University of California, Berkeley.
Anschließend ging er als Dozent zu Andrew Ellicott Douglass an die Universität von Arizona in Tucson, wo er bis zu seinem Lebensende blieb.
1927 wurde er dort Assistant Professor, 1930 Associate Professor, 1933 schließlich Professor und ab 1936 Leiter der astronomischen Abteilung. Seit 1930 war er auch Assistent am Steward-Observatorium und wurde dort 1938 als Nachfolger von Douglass Direktor, ebenfalls bis zu seinem Lebensende.
Carpenter war Weltkriegsveteran, er diente als Lieutenant Commander in der US-Navy.
Sein Forschungsinteresse galt der galaktischen Astronomie und der Lichtabsorption im interstellaren Raum sowie Supernovae und Weißen Zwergen. Er war Vizepräsident der astronomischen Abteilung der American Association for the Advancement of Science und im Rat der American Astronomical Society vertreten.

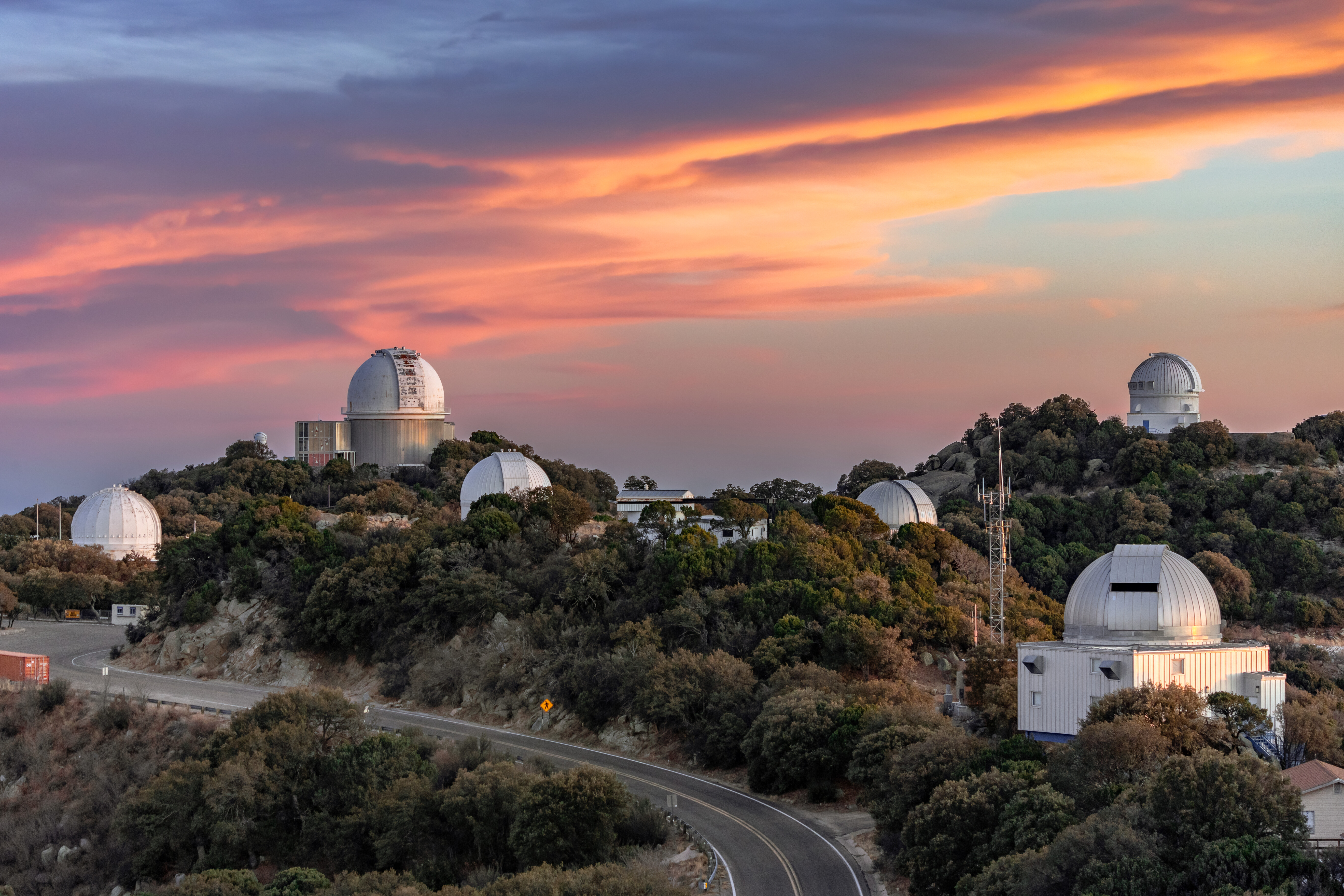
Observatorien und Zufahrt des Kitt-Peak-Nationalobservatoriums

Carpenter spielte eine wichtige Rolle bei der Errichtung des Kitt-Peak-Nationalobservatoriums, was auch in der Benennung eines Asteroiden nach ihm (siehe unten) hervorgehoben wurde. Nachdem der 1956 geplante Standort auf dem Kitt Peak im Reservat der Tohono O'Odham lag und diesen als heiliger Berg galt, musste über eine Überlassung des Gipfels verhandelt werden, was am Widerstand der Tohono O'Odham zu scheitern drohte. Der verantwortliche Astronom Aden Meinel berichtete, dass Carpenter und die Anthropologin Rosalind Spicer die Idee aufbrachten, die Stammesvertreter zu einer Mondbeobachtung ins Steward-Observatorium einzuladen, was am 28. Oktober 1955 dann auch stattfand. Dieses beeindruckende Erlebnis mit der Zusicherung, dass die geplanten Beobachtungen dem Berg keinen Schaden zufügen würden, hätte maßgeblich zu einem Stimmungswandel und letztlich zur Zustimmung der Tohono O'Odham geführt. Leandra Swanner beleuchtet dieses Narrativ in ihrer Dissertation kritisch, sie zitiert Meinel mit Blick auf die heute weithin sichtbare Reihe von Teleskopen und die erbauten Zufahrtsstraßen mit der der Aussage
If I had told them what can now be seen, the result might have been different.
(deutsch: Wenn ich ihnen erzählt hätte, was heute zu sehen ist, hätte das Ergebnis anders ausfallen können.)
Swanner ergänzt, dass möglicherweise auch ein auf den Tohono O'Odham lastender ökonomischer Druck und damit die Aussicht auf eine Einnahmequelle eine Rolle gespielt habe.
Carpenter war zunächst mit Hazel Burton (1903–1931) verheiratet, die ebenfalls eine astronomische Karriere begonnen hatte. Ihr erster Sohn Edwin Burton Carpenter (* 27. Mai 1930) lebte nur einen Tag, bei der Geburt des zweiten und namenlos gebliebenen Sohnes am 6. Dezember 1931 starben Mutter und Kind. Später heiratete er Ethel Stiffler, eine Biologie-Assistentin an der Universität von Arizona. Aus dieser Verbindung gingen ein Sohn Roger und eine Tochter Emily hervor.
Edwin Francis Carpenter starb am  11. Februar 1963 im Alter von 64 Jahren an einem Herzinfarkt.

## Ehrungen
- Der 1955 entdeckte Asteroid (1852) Carpenter wurde nach Carpenter benannt.[6]
- Im Jahre 1985 benannte die Internationale Astronomische Union den Mondkrater Carpenter zusätzlich nach Edwin Francis Carpenter, er war bereits seit 1935 nach dem britischen Astronom James Carpenter benannt.[10][11]